# Арагояния
Арагояния (порт. Aragoiânia) — муниципалитет в Бразилии, входит в штат Гояс. Составная часть мезорегиона Центр штата Гойас. Входит в экономико-статистический микрорегион Гояния. На 2022 год население составляет 11890 человек. Занимает площадь 218,125 км². Плотность населения — 54,51 чел./км².

## История
Город основан 14 ноября 1958 года. 

## Статистика
- Валовой внутренний продукт на 2003 год составляет 26 303 941,00 реалов (данные: Бразильский институт географии и статистики).
- Валовой внутренний продукт на душу населения на 2003 год составляет 3692,82 реала (данные: Бразильский институт географии и статистики).
- Индекс развития человеческого потенциала на 2000 год составляет 0,759 (данные: Программа развития ООН).